# Dịch Tác Lâm
Dịch Tác Lâm (chữ Hán: 易作霖, Yi Tso-lin, 1897 - 1945), lịch sự tên Dịch Kiếm Lầu (易劍樓, Yi Chien-lou), là một nhà ngôn ngữ học, nhà giáo dục và nhà từ thiện tại Trung Quốc. Ông đã đóng góp quan trọng vào việc nghiên cứu ngữ âm học, âm vị học và ngữ pháp hiện đại Trung Quốc. Ông là một giáo viên và hiệu trưởng trong nhiều năm và sau đó, một thanh tra trường học ở tỉnh Giang Tô. Ông dành phần lớn cuộc sống của mình để giúp đỡ trẻ em nghèo học tập, thậm chí dưới sự chiếm đóng của Nhật Bản. Ông mất trước khi kết thúc Thế chiến II. ấn phẩm chính của ông là Bài giảng về ngữ âm Trung Quốc [國音學講義] xuất bản năm 1920 và Bốn bài giảng về ngữ pháp Trung Quốc [國語文法四講] xuất bản năm 1924.